# Mensa Österreich
Mensa Österreich ist der österreichische Zweig der Hochbegabtenvereinigung Mensa International. Das Aufnahmekriterium ist, wie bei Mensa im Allgemeinen, ein Intelligenzquotient in den oberen 2 % der Bevölkerung (≥ 130). Mensa Österreich wurde 1964 gegründet, 18 Jahre nach der Gründung von Mensa in England, und ist somit die älteste Hochbegabtenvereinigung im deutschen Sprachraum. Zeitweise war Mensa Österreich die mitgliederstärkste Mensa außerhalb des englischen Sprachraums. Mensa Österreich setzt sich für Intelligenzforschung und -förderung in Österreich ein. Sitz und Schwerpunkt des Vereins ist in Wien. Der Verein hat gut 1200 Mitglieder (Stand 2023).

## Geschichte

### Vorgeschichte: Frühe Jahre von Mensa
Mensa wurde 1946 in Oxford von den Anwälten Lancelot Ware und Roland Berrill gegründet. Victor Serebriakoff übernahm die Leitung 1953 und führte den kleinen, rein englischen Verein zu nachhaltigem, internationalem Erfolg. Auch in anderen Ländern wurden mehr und mehr Mitglieder aufgenommen, vorerst ohne eigenständige Organisationen. Im Herbst 1960 wurde ein amerikanischer Zweig etabliert, der sich rasch ausbreitete, und im selben Jahr auch eine australische Vertretung. Beide waren formal vorerst Regionalgruppen der britischen Mensa, aber nun stellte sich die Frage der Umformung Mensas von einer rein britischen Gemeinschaft zu einer internationalen Organisation. Doch 1961 lehnten die Mitglieder in einer Urabstimmung die Annahme einer internationalen Satzung (wofür zwei konkurrierende Entwürfe vorgelegt wurden) ab, und Mensa blieb vorerst rein britisch geführt.

### Internationale Struktur und Gründung von Mensa Österreich
Im Juni 1963 wurde in den Niederlanden die erste Mensa in Kontinentaleuropa gegründet, was der Frage einer internationalen Struktur neuen Auftrieb gab. Im selben Jahr plante auch der deutsche Schriftsteller Michael Soltikow die Gründung einer Mensa für den gesamten deutschen Sprachraum, doch gab es hier noch keine Vereinsgründung. 
Mensa erhielt mittlerweile auch verstärkte Medienpräsenz im Mutterland. Zum britischen Jahrestreffen im November 1963 in der Conway Hall, bei dem der aus Österreich stammende Philosoph Karl Popper die Festrede hielt, wurde im britischen Fernsehen berichtet. Hier beschlossen die Mitglieder die Gründung eines internationalen Präsidiums, getrennt vom britischen.
1964 traf das Wiener Psychologen-Ehepaar Georg und Vera Fischhof bei einem Urlaub in Italien zufällig auf den damaligen englischen Generalsekretär der Mensa, Viktor Serebriakoff, der ihnen bei einem gemeinsamen Abendessen vom Verein erzählte. Das Paar hat daraufhin kurzerhand, von der Idee fasziniert, beschlossen, auch in Österreich eine Mensa zu gründen. Im April 1964 besuchte Serebriakoff Österreich und unterstützte die Fischhofs bei der Gründung des Vereins, die im Mai erfolgte.
Im Juni 1964 wurde die internationale Satzung beschlossen, im September 1964 die erste Wahl zum internationalen Präsidium abgehalten. Jede anerkannte nationale Mensa stellte einen Repräsentanten.

### Ausbreitung
Die berufliche Aktivität der Fischhofs umfasste auch die Durchführung von IQ-Tests für Stellenbewerber, was sie zur Gewinnung von Mitgliedern für den Verein nutzten. Sie luden Kandidaten mit einem ausreichenden Ergebnis zum Beitritt zu Mensa Österreich ein. Eines der ersten Mitglieder war der Linguist und Rechenkünstler Hans Eberstark, der im folgenden Jahr in die Schweiz übersiedelte und dort Mensa Schweiz gründete. Im Jahr 1966 gründete der deutsche Psychologe Herbert Steiner auch die Deutsche Mensa e. V. (Dieser Verein wurde 1979 wegen finanzieller Schwierigkeiten aufgelöst; 1981 erfolgte die Neugründung als die noch heute bestehende Mensa in Deutschland.)
Ein frühes prominentes Mitglied von Mensa Österreich war der Industrielle, Publizist und spätere Politiker Georg Mautner Markhof. Einen Vortrag für den Verband Österreichischer Wirtschaftsakademiker, Die Problematik der Demokratie, hielt er nochmals in Mensa und vermerkte dies auch bei der schriftlichen Publikation.
Zunächst war Mensa Österreich vor allem in Wien aktiv und breitete sich Mitte der 1970er Jahre schrittweise auf das gesamte Bundesgebiet aus. Heute hat Mensa Österreich aktive Lokalgruppen in allen Bundesländern.
1984 war Mensa Österreich gemäß dem Buch Mensa von Victor Serebriakoff mit 466 Mitgliedern die mitgliederstärkste Mensa in Kontinentaleuropa und außerhalb des englischen Sprachraums.

### Neuere Entwicklungen
In der ORF-Fernsehshow CLEVER – die Rätselshow im Jänner und Februar 2024 traten Mitglieder von Mensa Österreich zusammen mit prominenten Partnern (unter anderem Werner Gruber, Clemens Maria Schreiner und Silvia Schneider) gegen dreiköpfige Rätselteams an.

## Struktur
Mensa Österreich ist primär nach Bundesländern organisiert, innerhalb derer Treffen und Veranstaltungen ausgerichtet werden. Häufige Veranstaltungen sind Vorträge, Spieleabende, Besichtigungen und Ausflüge aller Art. Der oder die Vorsitzende innerhalb eines Bundeslandes wird Lokalsekretär oder kurz LocSec genannt. Außerdem gibt es sogenannte SIGs (special interest groups), bei denen sich Mitglieder nach ihren Interessen zusammenfinden. Ein Beispiel dafür ist die fedSIG, die Gruppe der Star-Trek-Fans unter den österreichischen Mensamitgliedern.
Einmal im Jahr zu Pfingsten gibt es ein bundesweites Treffen an wechselnden Orten, Charming genannt, mit der vereinsrechtlich vorgeschriebenen Generalversammlung.
Der Frauenanteil unter den Vereinsmitgliedern beträgt etwa 30 %.
Wie auch andere Mensas begeht Mensa Österreich den 1. Oktober, an dem Mensa 1946 in England gegründet wurde, als Tag der Intelligenz. Rund um diesen Termin bietet Mensa Österreich Aufnahmetests zum halben Preis (20 € statt 40 €) an.

## Publikationen
Sechsmal im Jahr erscheint die bunt bebilderte Mitgliederzeitschrift (ca. 48 Seiten A4) namens topIQ (bis 2008 Diskussion), in der von Mitgliedern und Gastautoren verfasste Artikel zu Themen aller Art veröffentlicht werden. In jeder Ausgabe finden sich außerdem mehrere Rätselreihen.

## Bekannte Mitglieder
Die folgenden Personen sind oder waren Mitglieder von Mensa Österreich:
- Markus Altenfels (* 1974), Kinder- und Jugendbuchautor[14]
- Hans Eberstark (1929–2001), Linguist und Kopfrechner[3]
- Viktor Farkas (1945–2011), Journalist und Sachbuchautor[15]
- Gottfried Haber (* 1972), Ökonom und Vize-Gouverneur der Oesterreichischen Nationalbank[16]
- Patricia Jaqueline (* 2004), bildende Künstlerin[17] und Illustratorin
- Jörg Krenmayr (* 1979), Unternehmer und Wirtschaftswissenschaftler
- Herbert Laszlo (1940–2009), Glücksforscher, Journalist und Fechter[18]
- Edith Leyrer (* 1943), österreichische Kabarettistin und Schauspielerin[19]
- Georg Mautner Markhof (1926–2008), Industrieller und Politiker[19]
- Gert Mittring (* 1966), Rechenkünstler und ehemaliges Vorstandsmitglied von Mensa Österreich[20]
- Hannah Lena Rebel (* 2001), u. a. Komponistin und Tänzerin
- Josef Starkbaum (1934–2023), Pilot und Rekord-Ballonfahrer[21]
- Johann Szegö (* 1936), Fremdenführer, Dolmetscher und Sachbuchautor[22]
- Heinz Rudolf Unger (1938–2018), Literat